# Округ Вашингтон (Охајо)
Округ Вашингтон (енгл. Washington County) је округ у америчкој савезној држави Охајо.

## Демографија
По попису из 2010. године број становника је 61.778, што је 1.473 (-2,3%) становника мање него 2000. године.
| Група             | 2000.          | 2010.          |
| Белци             | 61.320 (96,9%) | 59.281 (96,0%) |
| Афроамериканци    | 585 (0,9%)     | 664 (1,1%)     |
| Азијати           | 274 (0,4%)     | 341 (0,6%)     |
| Хиспаноамериканци | 324 (0,5%)     | 461 (0,7%)     |
| Укупно            | 63.251         | 61.778         |